# Edward Jürgens
Edward Jürgens (ur. 11 października 1824 w Płocku, zm. 2 sierpnia 1863 w Warszawie) – polski działacz niepodległościowy w zaborze rosyjskim, przywódca liberalnej burżuazji warszawskiej (millenerów).
Pochodził z rodziny neofickiej pochodzenia żydowskiego (po matce). Syn majstra ciesielskiego Henryka (Heinricha) przybyłego z Holsztynu i Anny z Krygerów, wdowy po majstrze szklarskim.
1843 ukończył gimnazjum w Płocku. Kontaktował się z grupą „Przeglądu Naukowego”. Od 1847 pod nadzorem policji. 1852 ukończył studia na wydziale kameralnym uniwersytetu w Dorpacie, po czym osiadł w Warszawie. Od 1857 radca tytularny, a od listopada 1852 starszy rachmistrz. Był członkiem Konwentu Polonia.
Był przeciwnikiem konspiracji i zbrojnego powstania, a zwolennikiem pracy organicznej. Opowiadał się za rozszerzeniem autonomii Królestwa Polskiego i uwłaszczeniem chłopów.
Z wyznania był luteraninem.
Po przystąpieniu millenerów do „białych” był członkiem Dyrekcji Wiejskiej stronnictwa. W 1859 wszedł w skład komitetu powołanego przez Narcyza Jankowskiego, którego zadaniem miała być koordynacja przygotowań powstańczych, jednak nie dał się wciągnąć Ludwikowi Mierosławskiemu do akcji spiskowej. Wypowiadał się przeciw konspiracjom i narzucaniu krajowi linii politycznej z Paryża. Po wybuchu powstania w 1863 opowiedział się za czynną walką z rosyjskim zaborcą.
Aresztowany w czasie powstania styczniowego zmarł w X Pawilonie Cytadeli Warszawskiej w nocy z 2 na 3 sierpnia 1863 roku. Pochowany na cmentarzu ewangelicko-augsburskim w Warszawie (aleja 58, miejsce 13).

## Malarstwo
Był malarzem amatorem. Rysunku uczył go w płockim gimnazjum Julian Zawodziński.